# Pau Resta
Pau Resta Tell (La Tallada, provincia de Gerona, 14 de noviembre de 2000) es un futbolista profesional español que juega como defensa en el Korona Kielce de la Ekstraklasa.

## Carrera
Se formó en las categorías inferiores del Girona F. C. y formó parte del Girona F. C. "B" en la Tercera División de España, donde jugó 30 partidos durante dos temporadas. Con apenas 18 años, hizo la pretemporada con el primer equipo a las órdenes de Juan Carlos Unzue, llegando a ser convocado en tres partidos. 
En la temporada 2021-22 firmó por el Albacete Balompié, para formar parte del Atlético Albacete de la Tercera Federación. El 19 de diciembre de 2021 debutó con el primer equipo en la Primera Federación en un encuentro frente al Algeciras C. F. y además jugó en la eliminatoria de Segunda ronda de la Copa del Rey frente al Cádiz C. F.
El 1 de septiembre de 2022 fichó por el C. E. Sabadell F. C. En su segunda campaña el equipo descendió a Segunda Federación, por lo que en julio de 2024 se marchó a Polonia para jugar en el Korona Kielce.

## Clubes
| Club                 | País    | Año       |
| -------------------- | ------- | --------- |
| Girona F. C. "B"     | España  | 2019-2021 |
| Atlético Albacete    | España  | 2021-2022 |
| Albacete Balompié    | España  | 2022      |
| C. E. Sabadell F. C. | España  | 2022-2024 |
| Korona Kielce        | Polonia | 2024-act. |